# Kampala
Kampala este capitala Ugandei și simultan, cu o populație de 1.208.544 de locuitori (conform unei estimări din 2002), cel mai mare oraș din Uganda. Se găsește în districtul Kampala la 0°19′N 32°35′E / 0.317°N 32.583°E, la o altitudine de 1.189 m deasupra nivelului mării.